# Alpheoidea
Alpheoidea (лат.) — надсемейство морских, солоноватоводных и пресноводных десятиногих раков из инфраотряда настоящих креветок (Caridea). Наличие клешней на первой паре ходильных ног и многочленистого запястья на второй паре объединяют это разнообразное надсемейство. До недавнего времени представители семейств Lysmatidae, Thoridae и Hippolytidae были объединены в одно семейство, Hippolytidae. Кристофферсен (1988a), используя морфологический кладистический подход, разделил семейство, но отнес Lysmatidae к надсемейству Crangonoidea, а другие семейства к Alpheoidea, классификация, которой мы следуем здесь. Lysmatidae, однако, считается принадлежащим к Alpheoidea на основе формы клешней первой пары ходильных ног. Чейс (1992) удалил семейство Processidae из Alpheoidea и отнес его к собственному надсемейству, Processoidea, на основе структуры первого максиллипеда и особенностей клешней и рострума.

## Классификация
На июнь 2024 в состав надсемейства включают восемь семейств:
- Alpheidae Rafinesque, 1815
- Barbouriidae Christoffersen, 1987
- Bythocarididae Christoffersen, 1987
- Hippolytidae Spence Bate, 1888
- Lysmatidae Dana, 1852
- Merguiidae Christoffersen, 1990
- Ogyrididae Holthuis, 1955
- Thoridae Kingsley, 1878